# ولایت ایو

نقشه ژاپن در سال ۱۸۶۸ میلادی. این ولایت با رنگ تیره مشخص شده است.

ولایت ایو (به ژاپنی: 伊予国 Iyo-no-kuni) یکی از ولایت‌ها در تقسیم‌بندی کشوری قدیم ژاپن بود. یکی از استان‌های قدیمی ژاپن در منطقه شمال غربی شیکوکو بود. ایو از شمال شرقی با استان سانوکی، از شرق با آوا و از جنوب با توسا هم‌مرز بود. نام اختصاری آن یوشو (予州) بود. از نظر سیستم گوکیشیچیدو، ایو یکی از استان‌های مدار نانکایدو بود. بر اساس سیستم طبقه‌بندی انگیشیکی، ایو از نظر اهمیت در رتبه یکی از «کشورهای بالا» (上国) و از نظر فاصله از پایتخت در رتبه یکی از «کشورهای دور» (遠国) قرار داشت. مرکز استان در جایی که اکنون شهر ایماباری است واقع شده بود، اما مکان دقیق آن هنوز مشخص نیست. ایچینومیا (ichinomiya) این استان، معبد اویامازومی (Ōyamazumi) است که در جزیره اومیشیما (Ōmishima) در جایی که اکنون بخشی از ایماباری است، واقع شده است. مردم به گویش ایو صحبت می‌کردند.